# Обртићи
Обртићи су насељено мјесто у општини Рогатица, Република Српска, БиХ. Према попису становништва из 1991. у насељу је живјело 46 становника.

## Култура
У насељу се налази храм Српске православне цркве посвећен Свим Светим. Изградња цркве је започета 2010. и трајала је двије године. Храм је 10. јуна 2012. освештао митрополит Николај Мрђа.

## Становништво
| Демографија | Демографија | Демографија |
| Година      | Становника  | Становника  |
| ----------- | ----------- | ----------- |
| 1961.       | 107         |             |
| 1971.       | 77          |             |
| 1981.       | 59          |             |
| 1991.       | 46          |             |